# Két kép (Bartók)
Bartók Béla Két kép (Op. 10, Sz. 46, BB 59) címet viselő korai műve 1910-ben, egy évvel a Kékszakállú herceg vára című opera előtt keletkezett.
Már a tételek címei is sejtetik a két téma különbözőségét. Egyik a természetet fejezik ki, másik a mulatozók vidámságát. A két képnek nemcsak tárgya, de ábrázolásmódja is különböző. A Virágzás hangszerelésének áttetsző finomsága, lágy pasztellszínei éppúgy Debussy hatására mutatnak, mint dallamalkotása és hangkészlete.
A Virágzás című tételben láthatjuk először Claude Debussy hatását a bartóki életműben. Ez a világ az impresszionizmus.
Bartókra mély benyomást gyakorolt Debussy zenéje, amelyet az Új Magyar Zeneegyesület egyik budapesti hangversenyén éppen ő ismertetett meg a magyar közönséggel, Debussy műveiből válogatva össze zongoraestjének műsorát.
A falu tánca című darab meglepő ritmusokat, különös harmóniákat tartalmaz, nagyszabású zenekari hangzás uralkodik. Mindezek a tulajdonságok a darabot a II. vonósnégyes és az I. hegedű-zongoraszonáta stíluskörébe utalják, de olykor megcsendül benne a későbbi Táncszvit hangja is.
A Két képet 1913-ban mutatták be. Később különböző részleteket átdolgozott zongorára is. Népszerű még a Kocsis Zoltán féle kétzongorás átirat.
- Tételek:

1. Virágzás
2. Falu tánca

## Autográf anyagok
- Vázlatok: Fekete zsebkönyv (Bartók Archívum, Budapest: BH206) fol. 12r–13v; a particella-fogalmazvány lappang
- Autográf partitúra, a Rózsavölgyi 3557 partitúrakiadás (1912) metszőpéldánya (Bartók Péter magángyűjteménye: 27FSS1)
- Mintamásolat a partitúrából, Ziegler Márta írása, 4 oldal (Bartók Archívum, Budapest: 2018)
- A partitúra három javított korrektúralevonata (Bartók Archívum, Budapest: 1993)

### Zongorakivonat
- Fogalmazvány, vegyes formájú autográf (Bartók Péter magángyűjteménye: 27TPS1), részben a Rózsavölgyi 3558 kiadás (1912) metszőpéldánya.
- A Rózsavölgyi kiadás javított korrektúralevonata, hiányos (Bartók Archívum, Budapest: 2019).